# Vaisseau (architecture)
Pour les articles homonymes, voir Vaisseau.
En architecture, un  vaisseau est l'espace intérieur d'un bâtiment le plus souvent voûté. Il est de plan allongé et son élévation correspond à plus d'un étage de l'édifice.

## Architecture civile
En architecture civile, une « pièce à l'italienne », c'est-à-dire une pièce dont la hauteur dépasse celle d'un étage, est un « vaisseau ».

## Architecture religieuse
Il ne faut pas confondre nef et « vaisseau » : la nef d'une église peut être constituée d'un seul vaisseau ou de plusieurs (« vaisseau » central, appelé aussi « haut-vaisseau », et collatéraux).